# Comitè de Descolonització

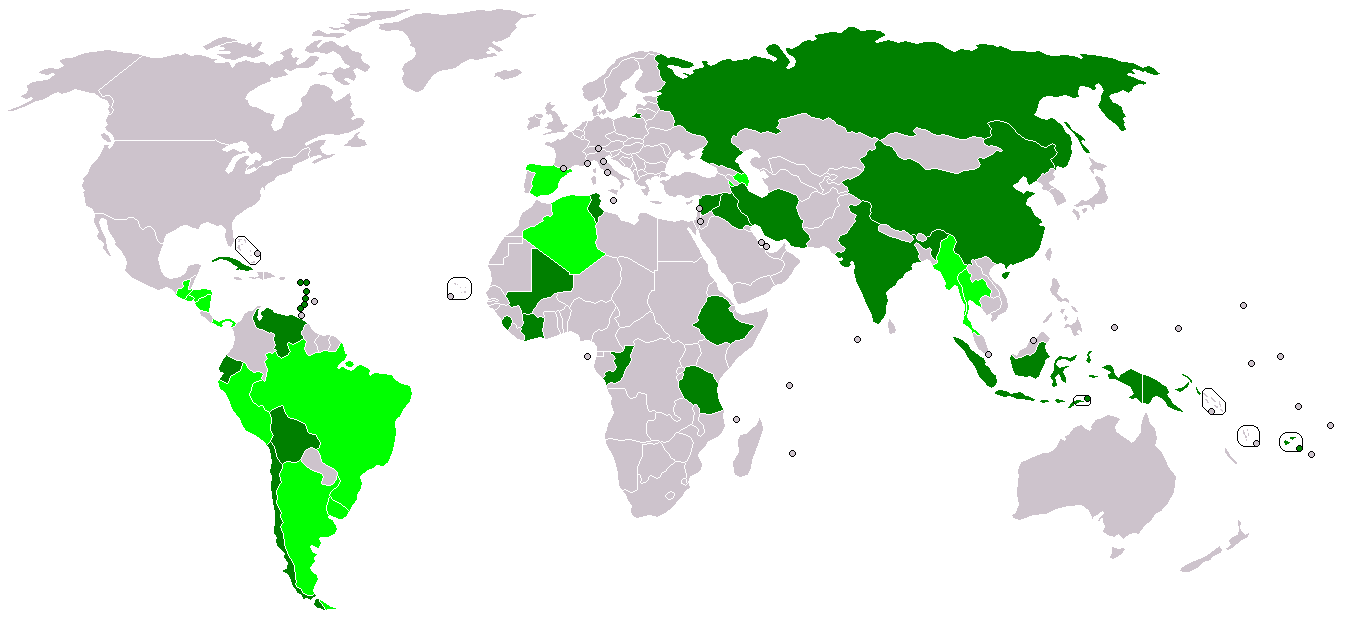
Estats membres en 2009
Estats observadors en 2009

El Comitè Especial de Descolonització o Comitè Especial dels 24 de l'Organització de les Nacions Unides és un organisme creat en 1961, encarregat de monitorar l'aplicació de la resolució 1514 de l'Assemblea General de les Nacions Unides i impulsar el procés de descolonització dels territoris no autònoms sota administració de potències colonials, amb el propòsit de posar fi al colonialisme.
En 1945, quan es va fundar l'Organització de Nacions Unides, existien més de 80 territoris no autònoms baix règim colonial, en els quals vivien 750 milions de persones, la qual cosa representava una tercera part de la població mundial. En 2016 encara existien 17 territoris no autònoms per ser descolonitzats: Anguilla, Bermudes, Gibraltar, Guam, Illes Caiman, Illes Malvines, Illes Turks i Caicos, Illes Verges Britàniques, Illes Verges dels Estats Units, Montserrat, Nova Caledònia, Pitcairn, Polinèsia Francesa, Sàhara Occidental, Samoa Americana, Santa Helena i Tokelau.

## Nom oficial
El nom oficial complet del Comitè és Comitè Especial Encarregat d'Examinar la Situació pel que fa a l'Aplicació de la Declaració sobre la Concessió de la Independència als Països i Pobles Colonials.

## Origen
El Comitè de Descolonització va ser creat en 1961 per la Assemblea General de les Nacions Unides amb la finalitat d'impedir les accions repressives de certes potències europees en les colònies sota el seu control i supervisar el procés de la seva descolonització definitiva.

## Missió
La missió del Comitè és la d'examinar la situació dels territoris autònoms sota la seva supervisió i garantir l'aplicació de la Declaració sobre la concessió de la independència als països i pobles colonials i de les resolucions i accions internacionals portades avanci en el Primer i Segon Decenni Internacional per a l'Eliminació del Colonialisme (1990–2010).

## Integració
Estats membres
Des del 2014 el Comitè està integrat pels següents membres:
| - Antigua i Barbuda - Bolívia - Xile - R.P. de la Xina - Rep. del Congo - Costa d'Ivori - Cuba - Dominica - Equador - Etiòpia | - Fiji - Grenada - Índia - Indonèsia - Iran - Iraq - Mali - Nicaragua - Papua Nova Guinea - Rússia | - Saint Kitts i Nevis - Saint Vincent and the Grenadines - Saint Lucia - Sierra Leone - Síria - Timor Oriental - Tunísia - Tanzània - Veneçuela |

Estats observadors
| - Argentina - Costa Rica - Espanya - Ghana - Guatemala | - Itàlia - Jamaica - Montenegro - Panamà - Illes Salomó | - Surinam - Turquia - Uganda - Uruguai |

## Llista de territoris no autogovernats
En 2016 encara hi havia 17 territoris en la Llista de les Nacions Unides de territoris no autònoms pendents de descolonitzar: 
| Territori                                                                        |                  |                           |         |                     |           |                        |
| Territori                                                                        | Capital          | Moneda                    | Idioma  | Estat administrador | Continent | Notes                  |
| -------------------------------------------------------------------------------- | ---------------- | ------------------------- | ------- | ------------------- | --------- | ---------------------- |
| American Samoa                                                                   | Pago Pago        | Dòlar dels Estats Units   | Anglès  | Estats Units        | Oceania   | [ 3 ] [ note 2 ]       |
| Anguilla                                                                         | The Valley       | Dòlar del Carib Oriental  | Anglès  | Regne Unit          | Amèrica   | [ 4 ] [ 5 ] [ note 3 ] |
| Bermuda                                                                          | Hamilton         | Dòlar de les Bermudes     | Anglès  | Regne Unit          | Amèrica   | [ 5 ] [ 6 ]            |
| British Virgin Islands                                                           | Road Town        | Dòlar dels Estats Units   | Anglès  | Regne Unit          | Amèrica   | [ 5 ] [ 7 ]            |
| Cayman Islands                                                                   | George Town      | Dòlar de les illes Caiman | Anglès  | Regne Unit          | Amèrica   | [ 5 ] [ 8 ]            |
| Falkland Islands                                                                 | Port Stanley     | Lliura de les Malvines    | Anglès  | Regne Unit          | Amèrica   | [ 5 ] [ 9 ] [ note 6 ] |
| French Polynesia                                                                 | Papeete          | Franc CFP                 | Francès | França              | Oceania   | [ 10 ] [ 11 ]          |
| Gibraltar                                                                        | Gibraltar        | Lliura de Gibraltar       | Anglès  | Regne Unit          | Europa    |                        |
| Guam                                                                             | Agaña            | Dòlar dels Estats Units   | Anglès  | Estats Units        | Oceania   |                        |
| Montserrat                                                                       | Plymouth         | Dòlar del Carib Oriental  | Anglès  | Regne Unit          | Amèrica   |                        |
| New Caledonia                                                                    | Nouméa           | Franc CFP                 | Francès | França              | Oceania   |                        |
| Plantilla:Country data Pitcairn Islands Illes Pitcairn                           | Adamstown        | Dòlar de Nova Zelanda     | Anglès  | Regne Unit          | Oceania   | [ 5 ] [ 12 ]           |
| Santa Helena, Ascensió i Tristan da Cunha                                        | Jamestown        | Lliura de Santa Helena    | Anglès  | Regne Unit          | Africa    | [ 5 ] [ 13 ]           |
| Tokelau                                                                          | Fakaofo          | Dòlar de Nova Zelanda     | Anglès  | Nova Zelanda        | Oceania   |                        |
| Turks and Caicos Islands                                                         | Cockburn Town    | Dòlar dels Estats Units   | Anglès  | Regne Unit          | Amèrica   |                        |
| Plantilla:Country data United States Virgin Islands Illes Verges Nord-americanes | Charlotte Amalie | Dòlar dels Estats Units   | Anglès  | Estats Units        | Amèrica   |                        |
| Western Sahara                                                                   | Al-Aaiun         | Pesseta saharaui          | Àrab    | Marroc              | Africa    | [ note 10 ]            |

## Funcionaris del comitè
El President del Comitè Especial per al 2016 és Rafael Darío Ramírez Carreño (República Bolivariana de Veneçuela). Els dos vicepresidents són Rodolfo Reyes Rodríguez (Cuba) i Vandi Chidi Minah (Sierra Leone). El Relator és Bashar Ja'afari de Síria. La Taula del Comitè comprèn aquests funcionaris.